# Rigan
Rigan (persiska: شهرستان ریگان, Shahrestan-e Rigan) är en delprovins (shahrestan) i Iran.   Den ligger i provinsen Kerman, i den sydöstra delen av landet, 1 100 km sydost om huvudstaden Teheran.
Delprovinsen hade 88 410 invånare 2016.